# タスマニア州
タスマニア州（タスマニアしゅう、英: Tasmania 英語発音: [tæzˈmeɪniə]、略号：TAS）は、オーストラリアの州の一つである。オーストラリア大陸の南東海上に位置するタスマニア島と周辺のキング島、ファーノー諸島などの島嶼からなっており、州都はタスマニア島内における最大の都市ホバートである。
「タスマニア」という地名は、タスマニア島に初めて到着したと言われているオランダ人探検家アベル・タスマンにちなんでつけられたものである。
また、過去の記録に基づき、この島を先住民族（アボリジニ）が「ルトルウィタ（Lutruwita）」と呼んでいたと推定されており、この名称も近年使われつつある。

## 地理

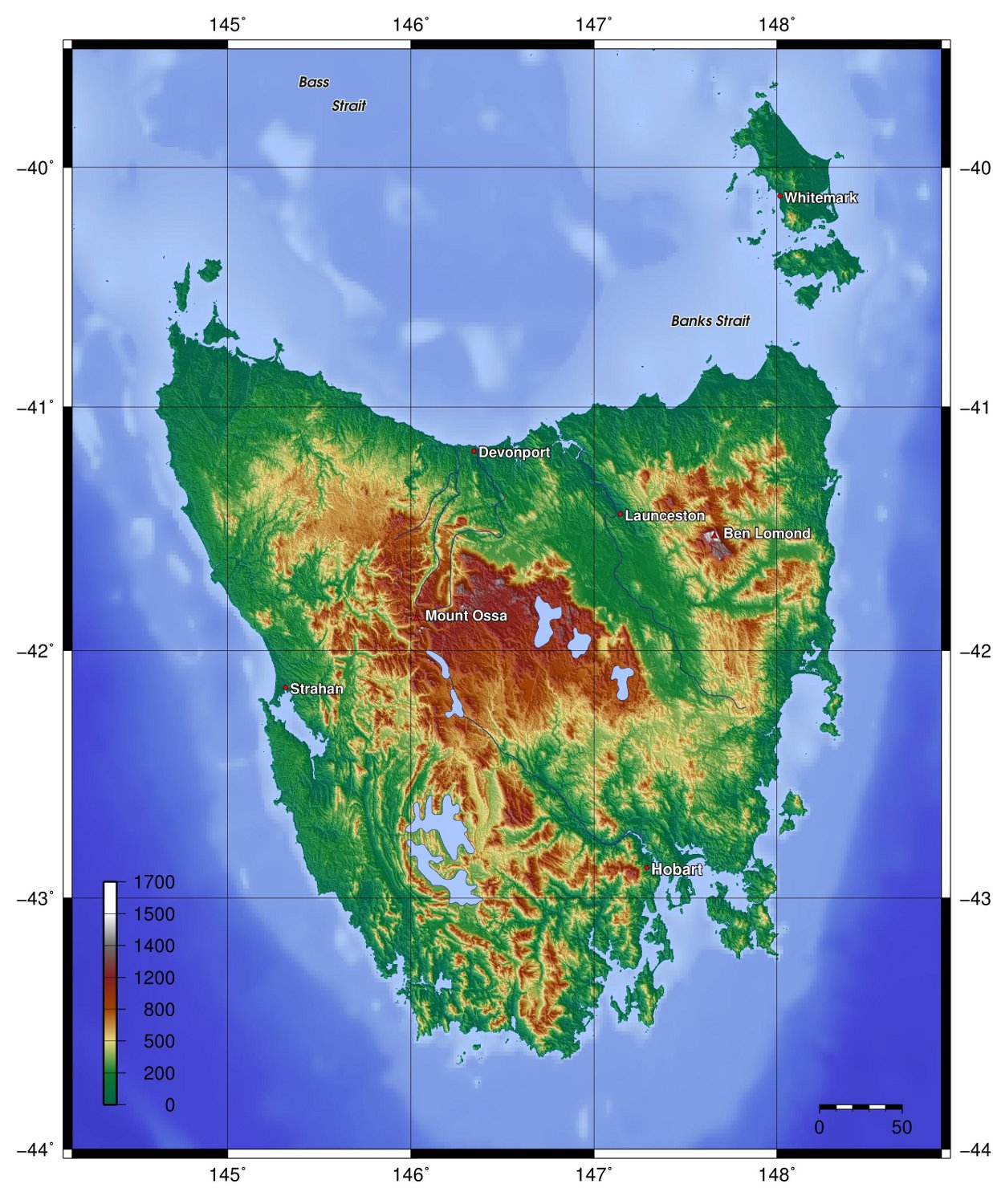
タスマニア島の地形図

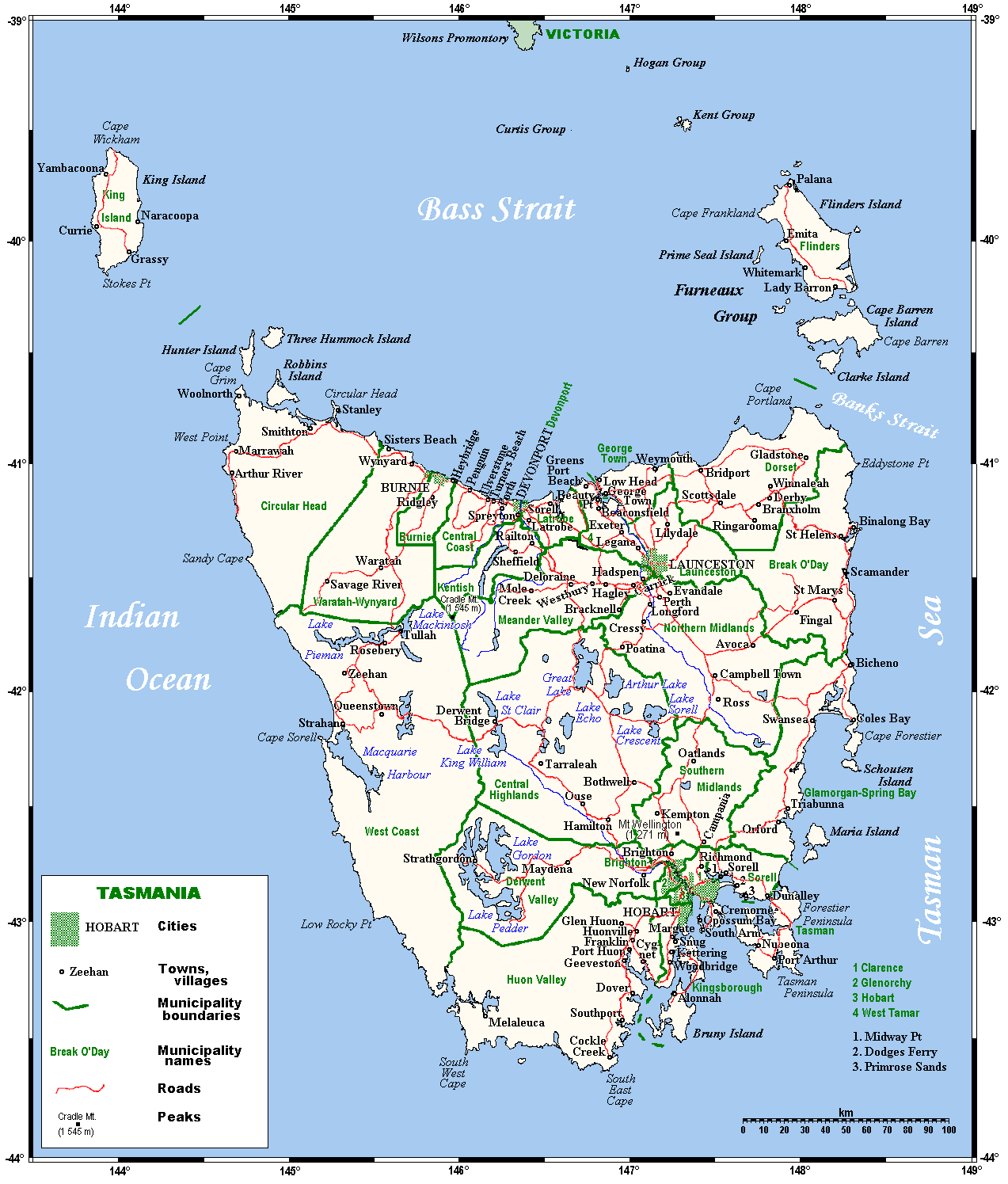
タスマニア州の地図

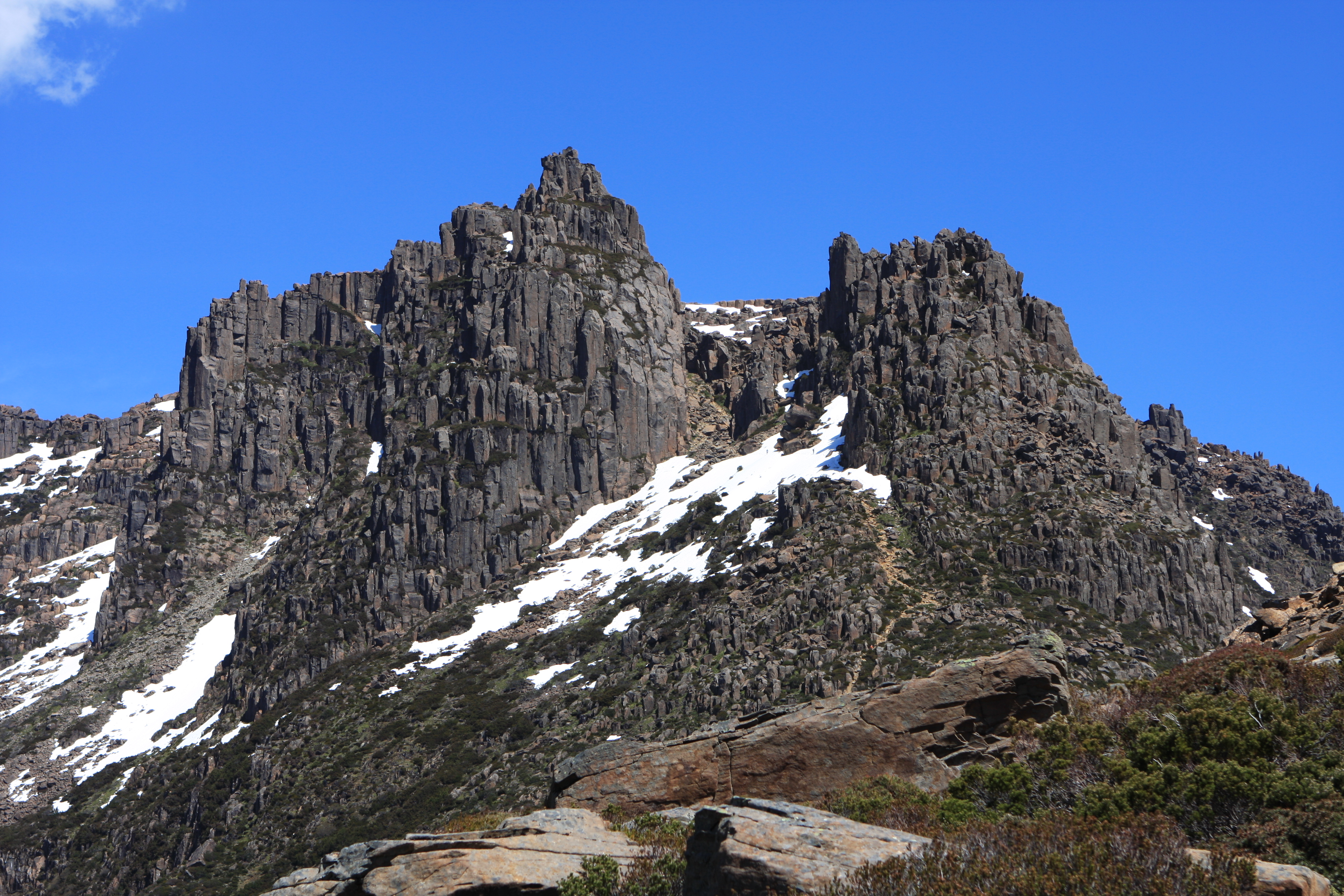
タスマニア島の最高峰であるオッサ山

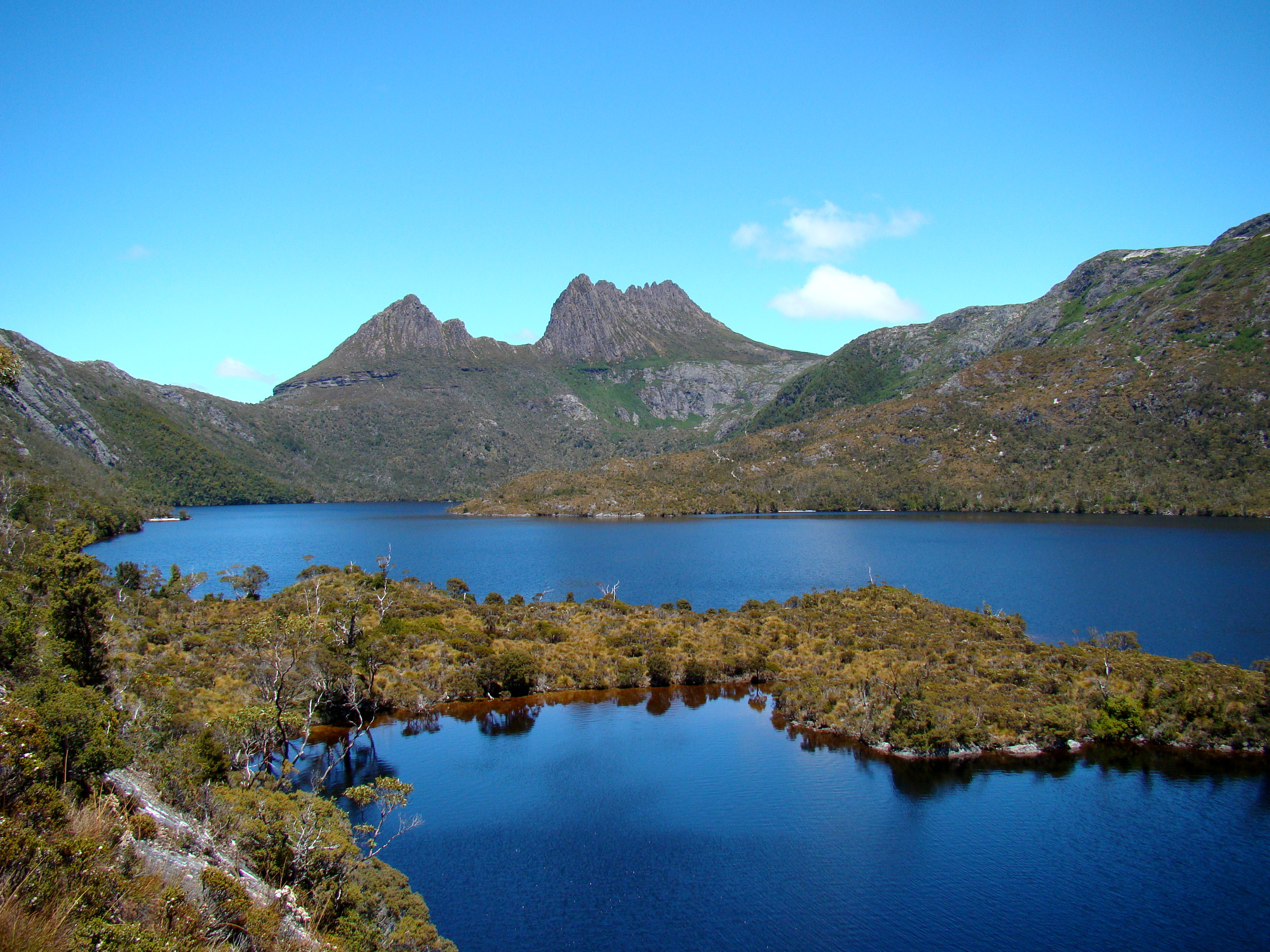
南緯41度39分13秒、東経145度57分49秒付近から見た、タスマニア島の中央部分にある高地。

オーストラリア大陸の南東部から240kmの南方海上（東経146度55分を境に東西を太平洋とインド洋に分かれる海域。オーストラリアの定義では南極海）に浮かぶタスマニア島は、現在バス海峡によって隔てられている。しかし、この海峡は1万年から2万年前の最終氷期には繋がって地峡だった。現在のタスマニア島の面積は、日本の北海道よりやや小さい（約8割）。起伏の多い地形で、オーストラリア国内においては山の多い地域に当たるものの、現在この付近で火山活動は見られない。ちなみに、タスマニア島で最も標高の高い地点はオッサ山の山頂（標高1617m）である。
なお、「気候」の節にもある通り雨や雪が多い地域であり、オーストラリアの国土総面積の1％未満のタスマニア島は降水量の12％、貯水量は27％を占める。島の中央部の高地から海岸へ向けて何本もの河川が流れており、50を超えるダムを利用して水力発電を行うことによって島内の電力需要を賄っており、州内電力需要の80％を賄っている。この島には、原生林などの自然がよく残っていたが、近年その破壊が目立つようになってきた。

### 地質
タスマニア島は世界で最も斑レイ岩が分布する地域である。ジュラ紀に生成したもので中央高地ウェリントン山に代表される柱状節理も発達する。ホバート付近ではその下に砂岩他が堆積する。南西部には先カンブリア時代の珪岩が急峻な地形をつくる。北東から東部には花崗岩が、北西から西部では火山岩が、南部には石灰岩が見られる。

### 気候
タスマニア島は、西岸海洋性気候に属する。オーストラリアの最南端地域であるため、他の領域よりも冷涼である。
タスマニア島には4つの季節がある。夏は12月から2月で、最高気温は海岸で平均21℃、内陸で17℃から24℃である。なお、熱波が襲った2009年には最高42℃を記録した。秋は3月から5月で、天気が変わりやすい。冬は6月から8月で、最高気温は海岸で平均12℃、内陸は雪が多く3℃である。春は9月から11月までだが、10月まで雪が降ることがよくある。年間降水量は西部では海岸の1500mmから雪が多い山地の2700mmへ変化し、人口が多い北部では700mmから1000mmと少ない。東部は日照時間が比較的多い。

### 生物

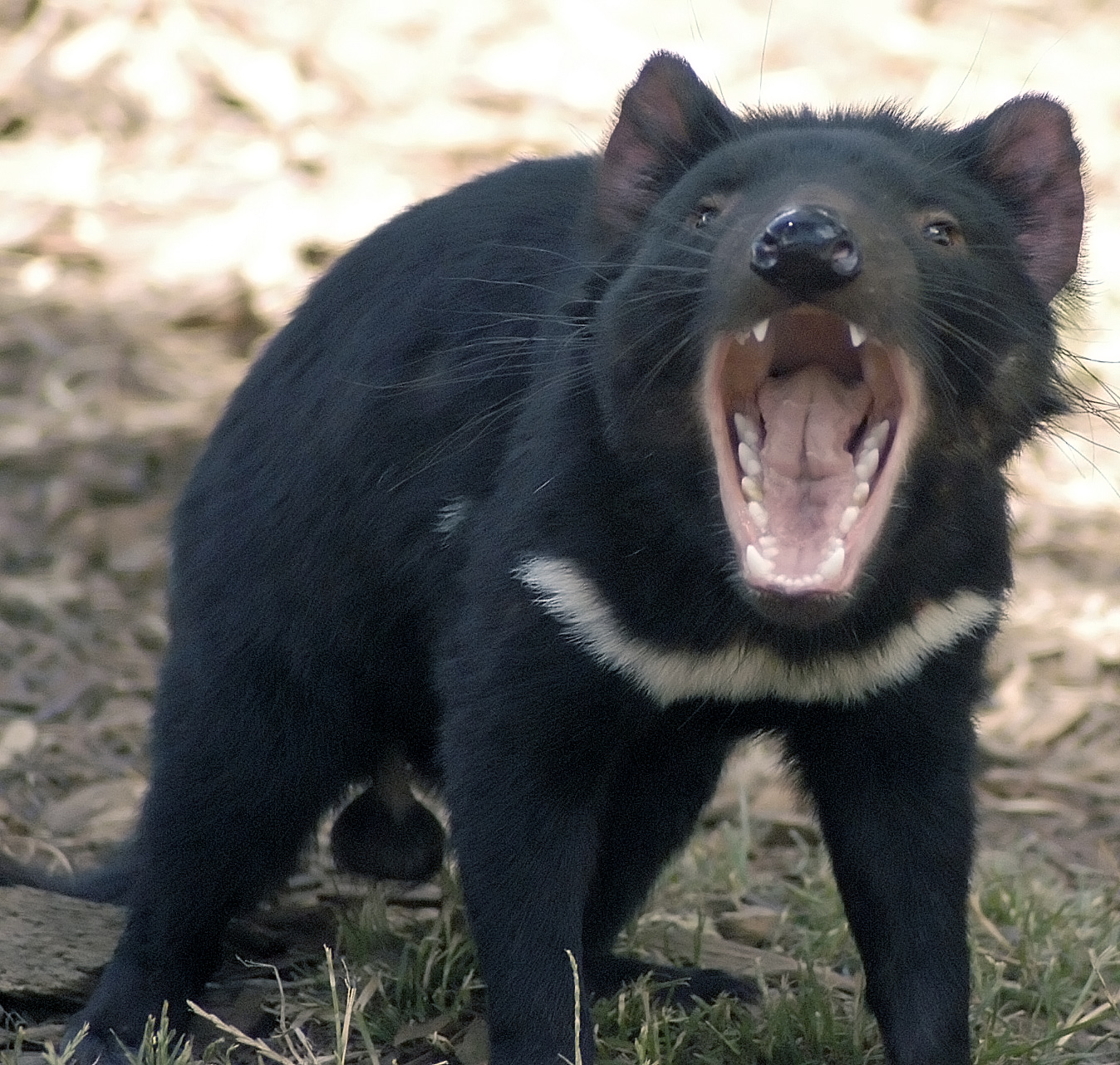
オーストラリア大陸では絶滅したタスマニアデビルも、この島ではまだ絶滅していない。

タスマニア島と周辺海域には鳥類のオトメインコ、オナガイヌワシ、クビワアカツクシガモ、コクチョウ、ヒトデのParvulastra vivipara、魚類のGalaxias auratus、Galaxiella pusilla、オーストラリアミナミアユ、カエルのLitoria raniformis、植物のラベンダーティーツリー、Xerochrysum palustreなどのタスマニアまたはオーストラリアの固有種が生息しており、ホウロクシギ、ヒメアジサシ、シロハラウミワシ、コガタペンギン、ワラビー、ハリモグラ、オットセイ、イルカ、クジラ、アワビ、ブラウントラウト、ニジマス、オーストラリアウナギなども生息している。トロワナ・ワイルドライフパークではタスマニアデビルの繁殖を行っている他、カンガルー、パディメロン、ウォンバットを見る事ができる。しかし、タスマニアタイガーは絶滅したとみられる。
海域はマッコウクジラやゴンドウクジラの生息域となっており、島の西岸ではクジラが数百頭規模で座礁する出来事も発生する。
タスマニア島南部のコール川河口のオリエルトン・ラグーン、Scirpus monivagusやAmphibromus neesiiの生える中部内陸のクレセント湖を含むインターレイケン湖畔保護区、北海岸のリトルウォーターハウス湖とリンガルーマ川下流部の氾濫原、そして東海岸のBaumea articulata、ジョウイやVillarsia exaltataの生えるジョックス・ラグーンとモルティング・ラグーン重要野鳥生息地はラムサール条約登録地である。

### 時間帯
タスマニア州の標準時（オーストラリア東部標準時：(A)EST）はUTC+10時間（日本標準時+1時間）である。夏時間（(A)EDT = UTC+11時間）の開始は10月の第1日曜日早朝、終了は翌年4月の第1日曜日早朝である。

## 歴史
元々は先住民族であるアボリジニが3万年以上前の氷河期から住んでいたことが分かっており、当時の石器や壁画が発見されている。当時はまだオーストラリア大陸とつながっていた。
その後、約1万1700年前、氷河が解け、海面が上がり、タスマニア島がオーストラリア大陸から分離し、そこに住んでいたアボリジニの文化も独自の発展を遂げたと考えられている。
1642年にオランダ人探検家のアベル・タスマンが到達し、当時のオランダ東インド会社総督ヴァン・ディーメンにちなんで「ヴァン・ディーメンス・ラント」と命名された。後にイギリスからの移住民により、タスマニア島と改名された。しかしこの頃、彼らは正確な地理を把握しておらず、彼らはこの島をオーストラリア大陸の一部だと信じていた。
1803年にオーストラリア本土のシドニーから最初の植民が行われた。初期の植民者は流刑囚とその看守であり、南東部のポート・アーサーと西海岸のマッカリー・ハーバーが流刑植民地となった。1826年12月3日にニューサウスウェールズ植民地から分離した。オーストラリアの植民地政府としては2番目の古さである。
同島で起きた流刑囚の反乱と日本の関わりとして、1829年囚人らが奪取したイギリス船キプロス号が日本の徳島藩沿岸に出没した事件（牟岐浦異国船漂着事件）がある。
先住民族であるタスマニア・アボリジニとは1830年代までブラック・ウォーと呼ばれる戦争を起こしたが、タスマニア・アボリジニたちはフリンダーズ島へ強制移住させられるなど激減し、タスマニア・アボリジニは、ハンティングの獲物にされるといった悲劇を経て激減している。白人と混血しつつも、末裔は今もなお存在し、文化を伝承し、権利獲得運動に取り組んでいる。
1901年、オーストラリア連邦の成立に伴い州となった。

### 近年の出来事
- 1996年4月29日 - 当時29歳の白人男性が無差別発砲で観光客や住民35名を射殺し、37名に負傷させた。ポートアーサー事件と呼ばれる。
- 2004年5月14日 - タスマニア出身のメアリー・ドナルドソンがコペンハーゲンでデンマーク王太子フレデリクと結婚式を挙行した。

## 経済
伝統的な主要産業は鉱業（銅、亜鉛、錫、鉄）、林業、農業、観光である。鉱業については、19世紀末から続くマウント・ライエル鉱山鉄道会社 が1995年の再興を経て採掘している。
前述のように水力発電が盛んなほか、風力発電所も新設が進んで再生可能エネルギーだけで島内電力を賄っており、余剰電力はオーストラリア本土への送電やグリーン水素製造に回すことが計画されている。
1990年代に製造業が衰退し、シドニーやメルボルンに移住する熟練労働者が増えた。政府部門が最大の雇用者である。州民所得はオーストラリア全州で最も低く、州政府の予算はブリスベン市程度の規模しかない。また近年大規模な森林の伐採が行われ、環境破壊が問題となった。2001年以降、経済が飛躍的に回復し、とくに本土や海外からの移住増加もあって住宅価格が上昇した。
外資の進出により、アヘン剤をベースにした鎮痛剤の世界供給量のほぼ半分を担っている。

## 主要都市
- ホーバート（人口：230,000人）
- ロンセストン（人口：90,000人）
- クラレンス（人口：54,000人）
- グレノーキー（人口：46,000人）
- デボンポート（人口：30,000人）
- バーニー（人口：20,000人）
- アルバーストン（人口：14,000人）

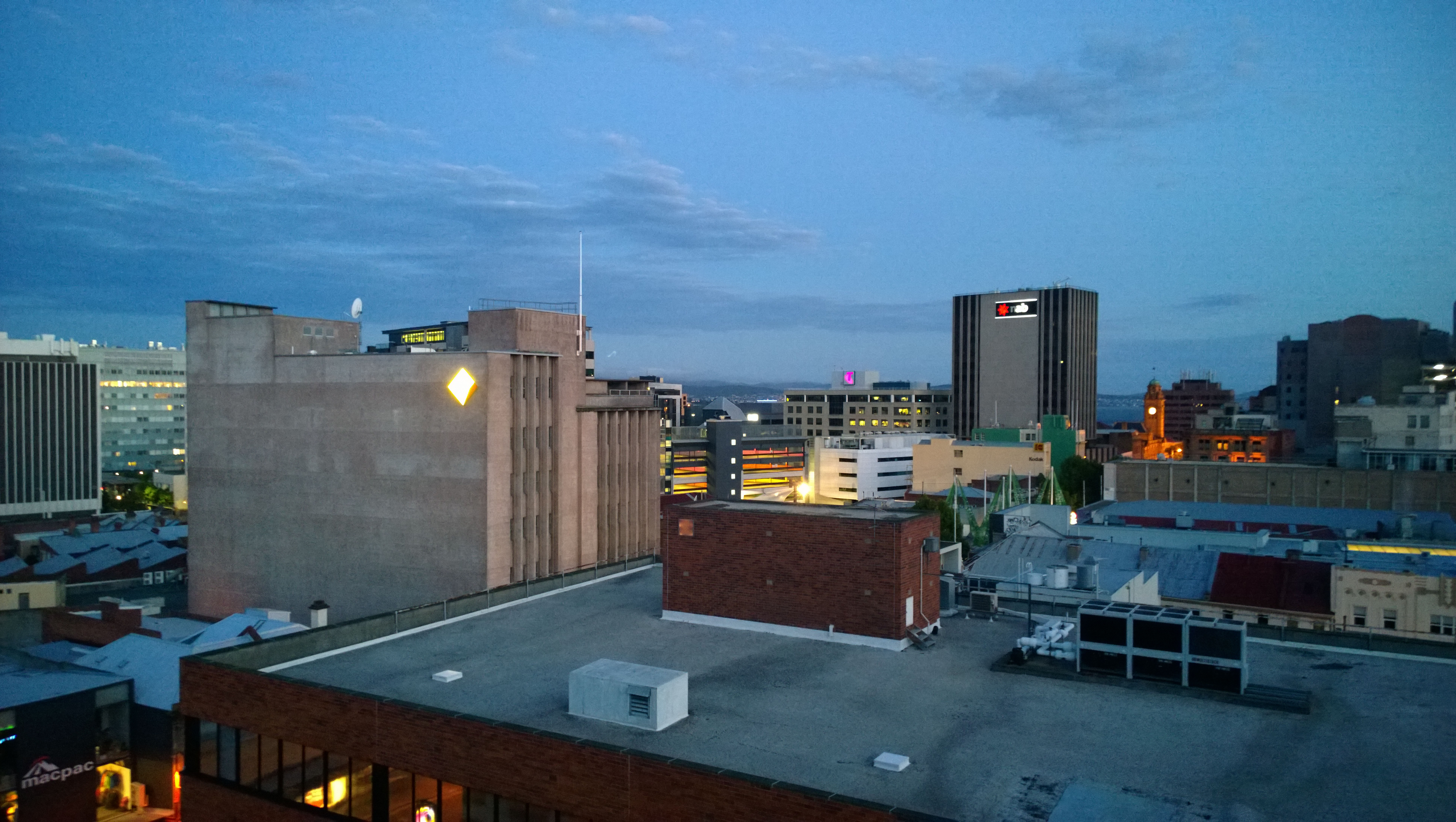
ホバート
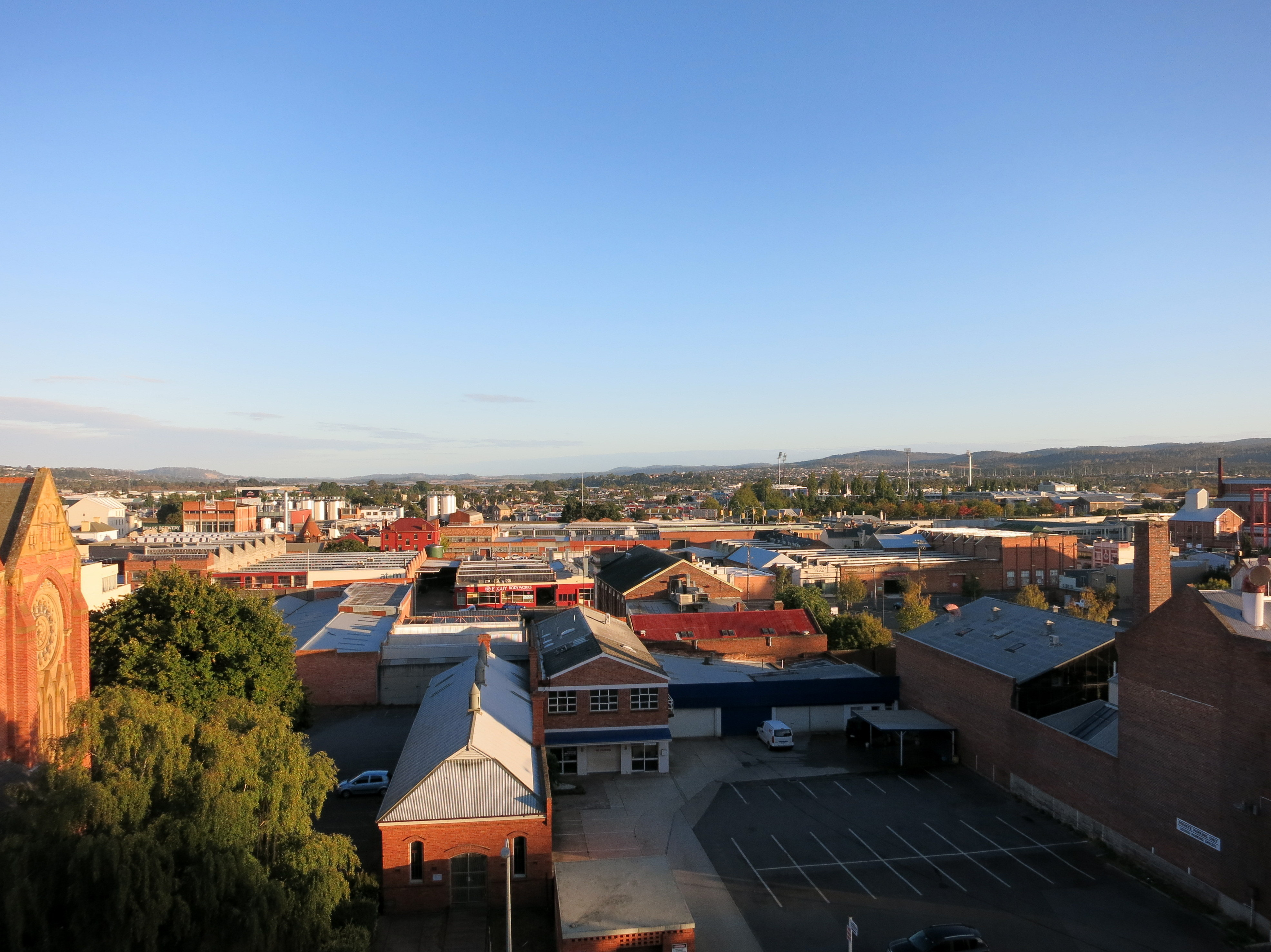
ローンセストン
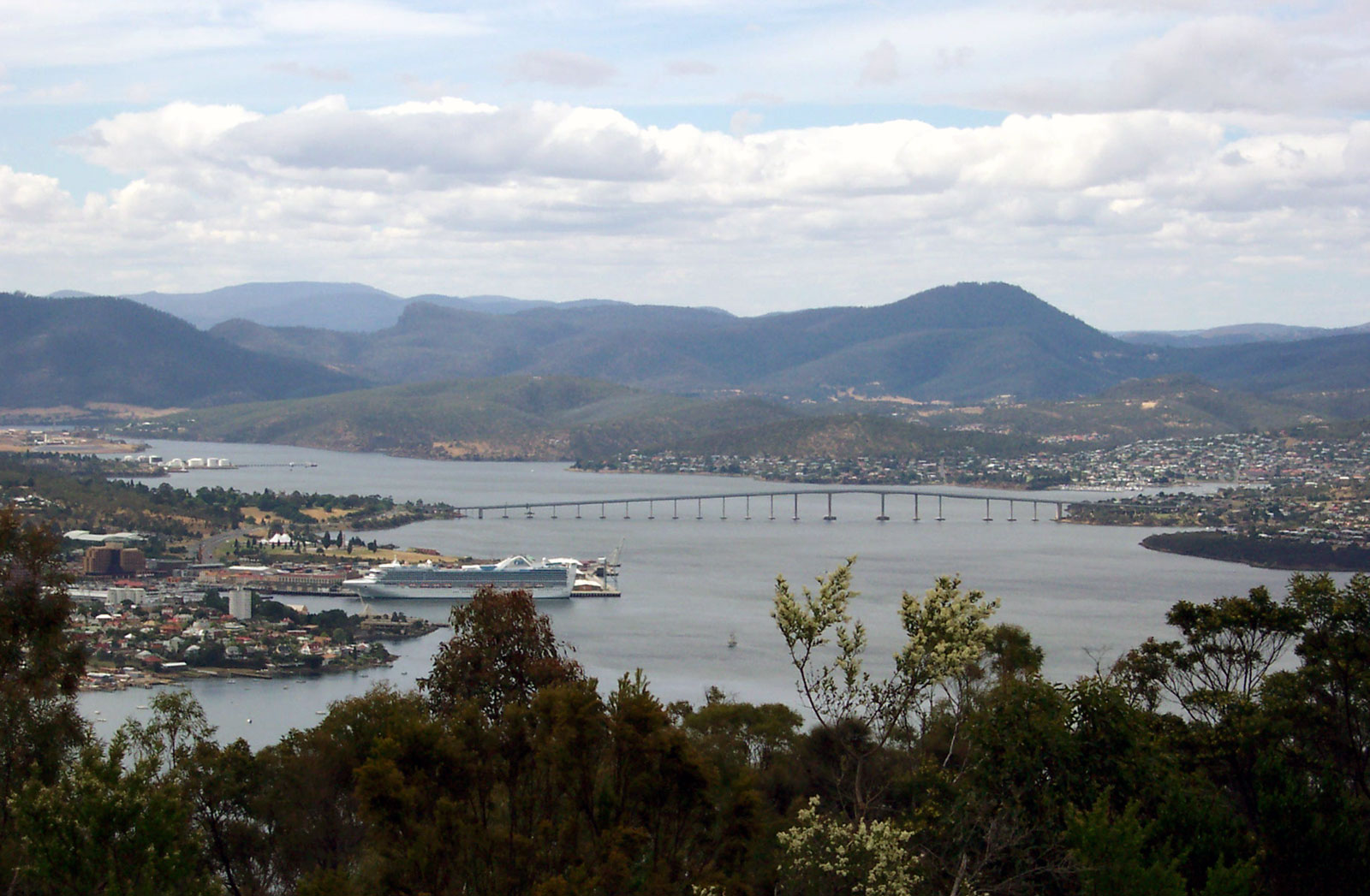
クラレンス
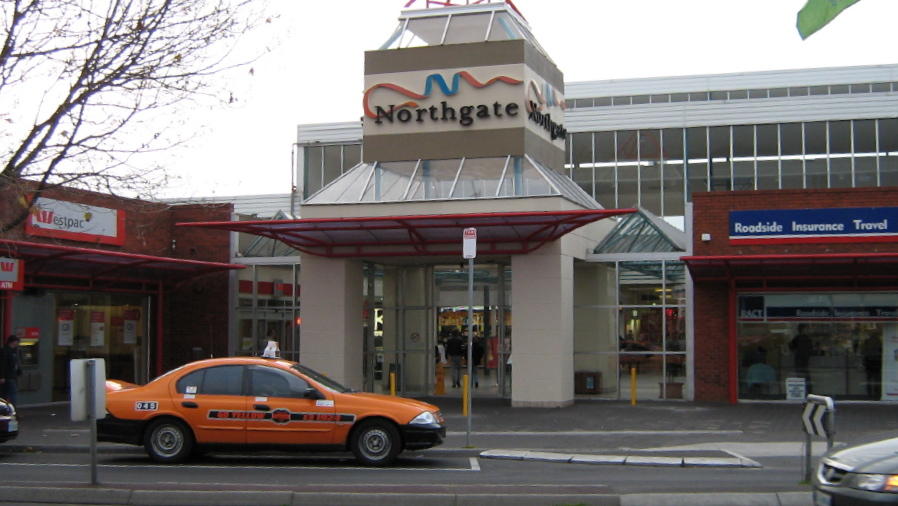
グレノーキー
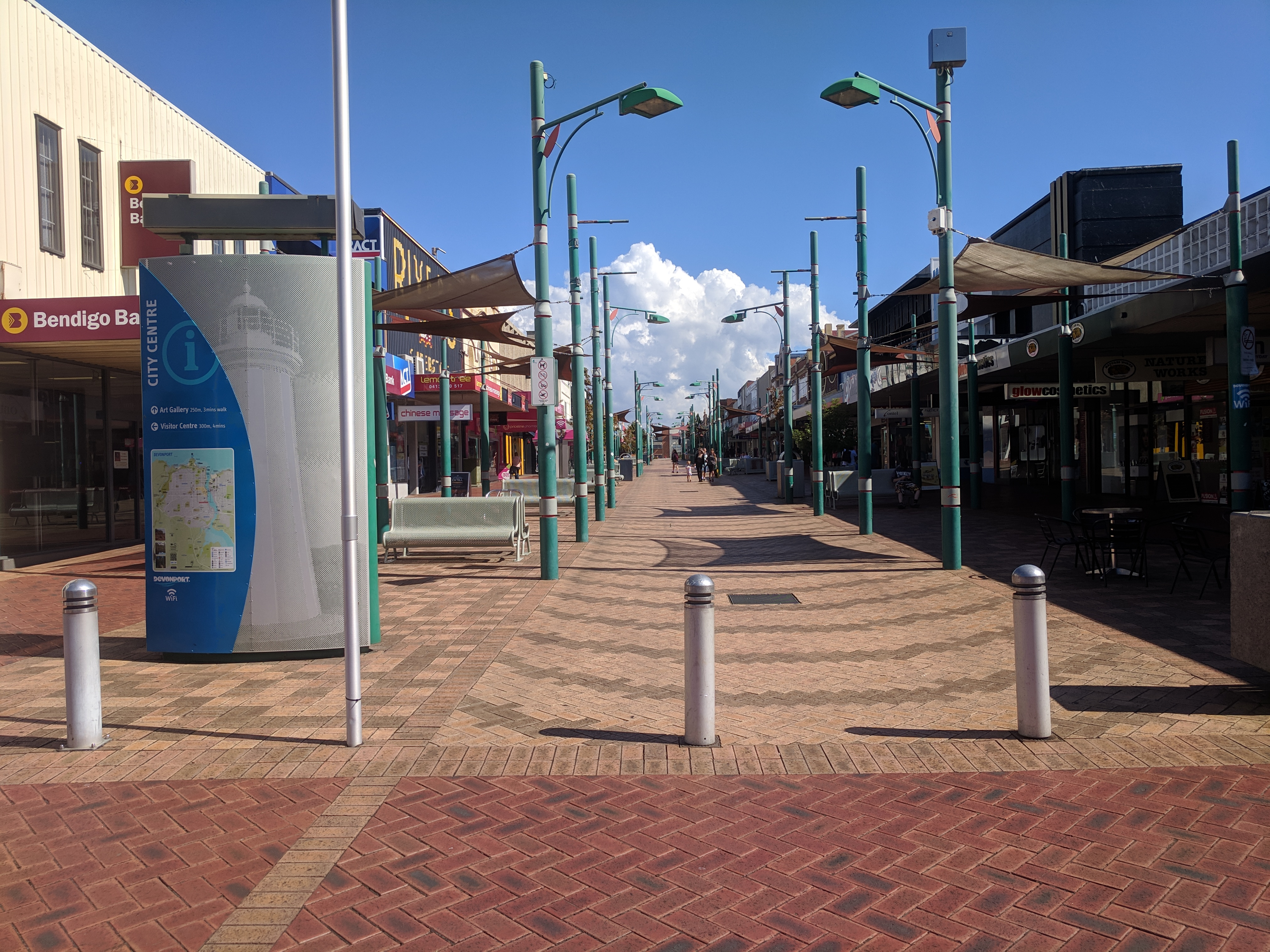
デボンポート

## 交通

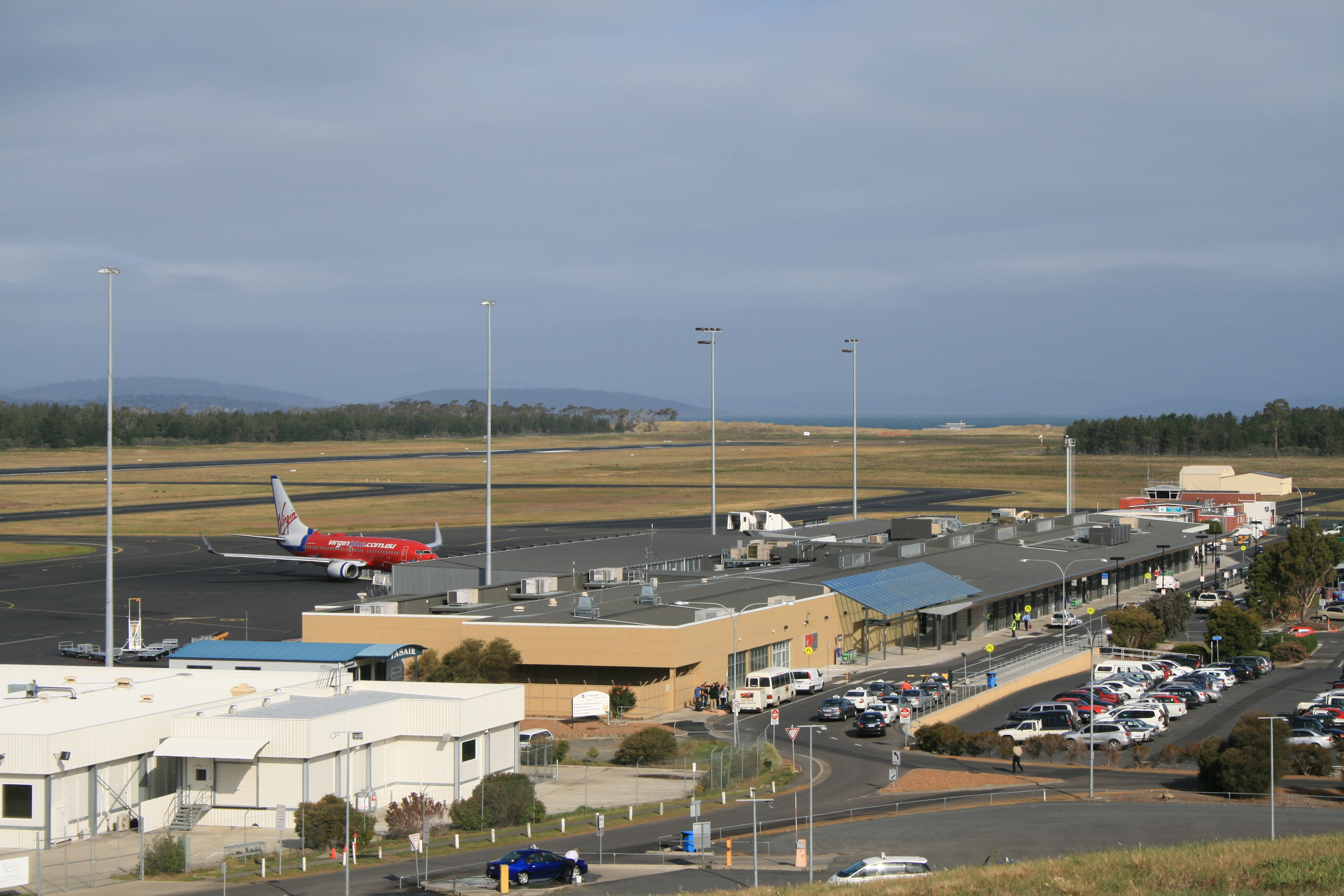
タスマニア島に設置されているホバート国際空港の様子。

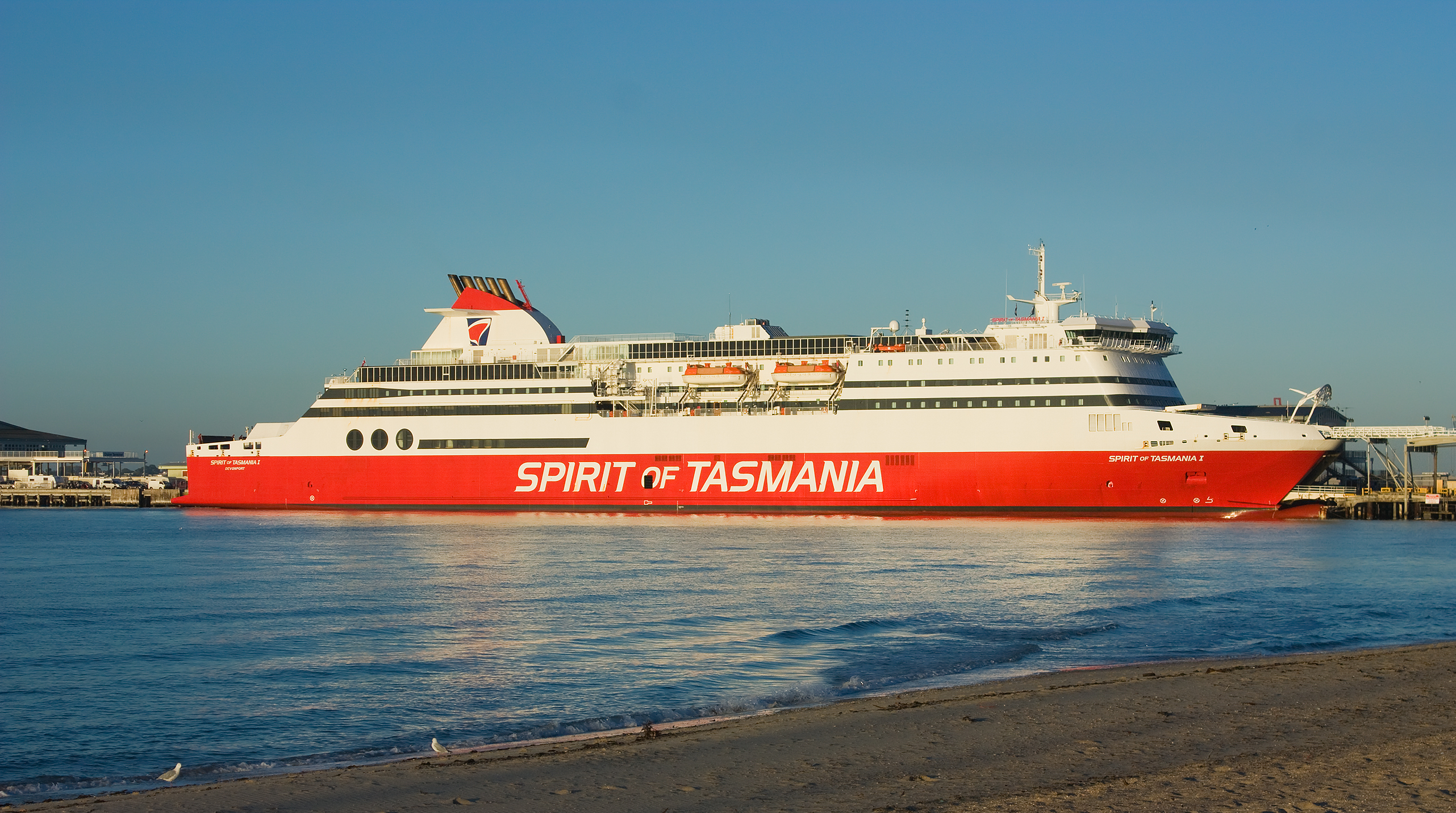
タスマニアの名が付けられたフェリー。

### 空路
ホバート国際空港は、国際空港と付いているものの、1998年から国際線の定期便運行を停止している。国内線はメルボルン、シドニー、ブリスベーン、アデレードを結ぶカンタス航空とその子会社の定期便が運航している。また、格安便が就航したことによって航空便を利用する旅客増加した。

### 島内の交通
島内には高速道路含め道路が整備されている。鉄道は4都市と鉱業・林業のために使われているが、1977年、一部観光地域を除き、旅客営業を廃止した。

### 海路
州政府がデボンポートとメルボルン間のバス海峡を横断する週6便のカーフェリーを運航している。

## 教育

### 大学
- タスマニア大学（UTAS）:ホバート、ローンセストン

## 観光

### 世界遺産
- タスマニア原生地域 - （1982年、複合遺産）

## タスマニア州を扱った作品
- 映画『タスマニア物語』（1990年、日本）
- 小説『グールド魚類画帖 Gould's Book of Fish』リチャード・フラナガン（2001年、タスマニア）
- 小説『英国紳士、エデンへ行く English Passengers』Matthew Kneale （2000年、英国）
- NHK BSプレミアム プレミアムアーカイブス（2014年4月21日）『オセアニアトレッキング紀行　太古の自然・原始への旅〜オーストラリア・タスマニア島〜』 - 初回は2000年放映。伊達公子がオッサ山などに登山する。

## 姉妹都市
- 焼津市（日本国静岡県）- ホバートと1977年から。
- ラクイラ（イタリア共和国アブルッツォ州）- ホバートと姉妹提携
- バリーレ（イタリア共和国バジリカータ州）- ホバートと姉妹提携
- 西安市（中華人民共和国陝西省）- ホバートと姉妹提携